# Trumpler 1
ترومبلر 1 (Tr 1) هو عنقود نجمي مفتوح قدرة الظاهري 8.1 يقع على بعد يقارب 8200 سنة ضوئية (2563 فرسخ فلكي) من الشمس في اتجاه في كوكبة ذات الكرسي حوالي 0.5 ° شمال شرق التجمع النجمي المفتوح مسييه 103. ويتحرك العنقود نحو النظام الشمسي بسرعة 65 كم/ث .